# Cataonia
Cataonia is een geslacht van vlinders van de familie van de grasmotten (Crambidae).

## Soorten
- Cataonia erubescens (Christoph, 1877)
- Cataonia mauritanica Amsel, 1953